# Camille Briquet
Pour les articles homonymes, voir Briquet (homonymie).
Camille Briquet, né le 10 mars 1880 à Reims et mort le 28 novembre 1960 à Pavillons-sous-Bois, fut député et président du conseil général de l'Eure.

## Biographie
Médecin, Camille Briquet s'installe à Pacy-sur-Eure en 1906. Il est élu conseiller municipal de Pacy, puis conseiller général de ce canton en 1910.
En 1914, bien que réformé de toute obligation militaire, il s'engage comme brancardier. Il est bientôt nommé médecin-aide major. Ses états de service lui vaudront la croix de guerre.
Membre du Parti radical, il est  élu député de la 2e circonscription de l'Eure (Verneuil, Breteuil, Damville, Conches) en 1928, réélu en 1932 et 1936.
Conseiller général de Pacy-sur-Eure de 1910 à 1929, puis de Breteuil-sur-Iton de 1929 à 1940, il est  président du conseil général de l'Eure de 1931 à 1942.
Il vote les pleins pouvoirs au Maréchal Pétain le 10 juillet 1940.